# Gaël Duval

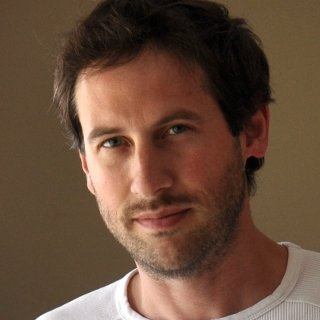
Gaël Duval

Gaël Duval (* 1973 in Frankreich) ist ein Mitgründer und ehemaliges Vorstandsmitglied des französischen Softwareunternehmens Mandriva.

## Biografie
Duval studierte an der Universität Caen Netzwerktechnologien. Während seiner Studienzeit machte er Bekanntschaft mit dem Betriebssystem Linux. Seine bevorzugte Distribution Red Hat enthielt aber nicht den damals frisch entstandenen KDE-Desktop, da Red Hat auf die erste stabile Version von Gnome wartete. Deswegen adaptierte Duval Red Hat Linux 5.1 und versah es mit KDE 1.0. Diese so im Juli 1998 entstandene Distribution nannte er Linux-Mandrake 5.1. Anfangs glichen die Versionsnummern von Linux-Mandrake noch denen der entsprechenden Red Hat-Version, allerdings wurde Mandrake immer abweichender von Red Hat und schließlich gründete Duval zusammen mit seinem Bekannten Jacques Le Marois in Paris die Firma Mandrakesoft S.A. – seit 2005 Mandriva.
Seit März 2006 arbeitet Duval nicht mehr für Mandriva. Er hat sich einem neuen Projekt – Ulteo – verschrieben, welches einen Online-Desktop anbietet und es im Dezember 2007 erstmals ermöglichte, OpenOffice.org (per Java) im Browser zu nutzen.
Im Dezember 2017 hat Gaël Duval sein Projekt eelo (später umbenannt in /e/OS), ein Google-freies Android-System, vorgestellt.